# Лісове (Баранівська міська громада)
Лі́сове (до 05.08.1960 року Гута Жаборицька) — село в Україні, у Баранівській міській громаді Звягельського району Житомирської області. Населення становить 190 осіб.

## Географія
На північному заході від села бере початок річка Лозняки, права притока Случі.
Відстань до Районного центру (Звягель) - 55 км. Обласного центру (Житомир) - 65 км.

## Історія
Перша згадка про слободу Гута Жаборицька міститься у записі ревізької казки від 1811. Відомо, що від початку свого створення поселення було власністю члена Варшавської банківської комісії Ф. Кароля, сина Кобріта. Згодом воно перейшло у володіння Звенигородському хорунжому С. Биховському. У ті часи слобода нараховувала 63 ревізькі душі.
Відомо, що у селі займалися гутництвом (виробництвом скляного посуду), від чого і пішла назва села.
Після скасування кріпацтва селяни отримали змогу викупити поміщицьку землю у приватну власність і цей процес почався в 1866 р. Основними заняттями мешканців після закриття гути та викупу землі, -  були землеробство, скотарство, робота на смолярнях, лісовий промисел. Також у селі працювала поташня та кузня.
У 1906 році Жаборицька Гута, село Баранівської волості Новоград-Волинського повіту  Волинської губернії. Відстань від повітового міста 37 верст, від волості. Нараховувалось Дворів 163, мешканців 985.
Радянську владу в селі було встановлено в січні 1918 р. У вересні 1920 р. тут були створені комітет незаможних селян і революційний комітет. У 1925 р. Гута Жаборицька увійшла до складу Ялишівської польської сільради яка увійшло до складу Мархлевського польського національного району, головою якої було обрано незаможника Кучинського. 
В 1934 р.у селі з'явився Колгосп під назвою «Гасло бідноти».
Під час Голодомору в Україні 1932–1933 рр. – с. Жаборицька Гута, входило до складу Жаборицько-Гутянської сільради Баранівського району Київської області. За даними сільради, від голоду загинуло 41 члюдина.
Станом на 2001 р. мешкало 190 осіб
27 липня 2016 року село увійшло до складу новоствореної Баранівської міської територіальної громади Баранівського району Житомирської області. Від 19 липня 2020 року, разом з громадою, в складі новоствореного Новоград-Волинського (згодом — Звягельський) району Житомирської області.

## Населення

### Мова
Розподіл населення за рідною мовою за даними перепису 2001 року:
| Мова       | Відсоток |
| ---------- | -------- |
| українська | 100%     |